# Chronologie du Havre
Pour un article plus général, voir Le Havre.

Blason de la ville du Havre

Cette chronologie du Havre liste les événements historiques de la ville du Havre, située en France dans le département de la Seine-Maritime en région Normandie. 
Cette ville normande fut fondée en 1517 par le roi de France François Ier. Sa chronologie est donc récente.

## Temps modernes

### XVIesiècle

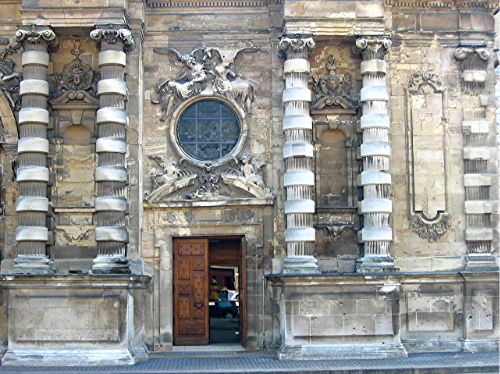
Détail de la façade de la cathédrale du Havre

1517, François Ier décide la création d'un port à l'embouchure de la Seine pour servir d'avant-port aux Rouennais.
8 octobre 1517, François Ier signe la charte de fondation de la ville.
1524 : premier chantier naval
1525 : la « mâle marée » détruit les premières constructions, fait une centaine de victimes sur une population de 600 âmes.
1524 : Giovanni Verrazzano part pour les Indes Occidentales et découvre le site de New York
1536 : Guillaume de Marceilles reconstruit la chapelle Notre-Dame en bois (qui avait été détruite par la mâle marée) avec des piliers en pierre (la chapelle devient église).
1540 : Une tour est adjointe à l'église Notre-Dame du Havre de Grace; la tour possède une flèche orthogonal de type gothique.
1551 début des travaux de l’église de la paroisse de Saint-François.
12 juillet 1555, une expédition de 600 hommes dirigée par Villegagnon part du Havre pour fonder une colonie au Brésil (Fort-Coligny).
1561 : construction d'un temple protestant.
18 février 1562, une expédition quitte le port du Havre en direction de la Floride. Elle est dirigée par Jean Ribault et René de Laudonnière, avec 150 hommes, en majorité des protestants.
8 mai 1562, les réformés investissent Le Havre et font appel aux Anglais qui occupent la ville jusqu'en juillet 1563.
1563 : La ville du Havre est reprise aux Anglais. Le fort Warwick est détruit, et la tour de l'église Notre-Dame est rabaissée de 30 mètres, sa flèche détruite (la tour servait de tour d'artillerie aux Anglais), sous les ordres de Charles IX.
1575 : Nicolas Duchemin (maître-maçon) commence les travaux de l'église Notre-Dame après que le dernier bâtiment en bois soit saccagé par les Anglais et les huguenots; Nicolas Duchemin travaillera à la construction de l'édifice jusqu'à sa mort en 1587. À cette date la nef et le chœur sont terminés sans leur voûte.
1599 : Massacre des trois frères Raoulins. Les trois frères étaient officiers ligueurs populaires, qui ont été probablement exécutés sur les ordres du gouverneur (ancien ligueur, mais voulant montrer sa fidélité à Henri IV) de la ville; c'est l'ultime étape de la guerre de religion; les trois frères considérés comme martyrs par l'Église Catholique sont enterrés dans l'église Notre-Dame (l'épitaphe aux trois frères est toujours présente dans la cathédrale, dans la chapelle Saint-Sébastien).

### XVIIesiècle

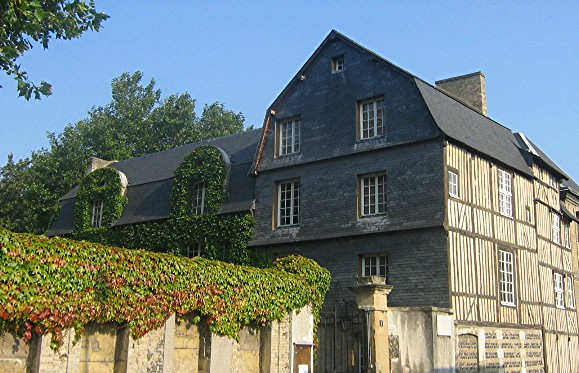
Ancien musée du vieux Havre, bâtisse des

1603, Henri IV visite la ville et la future cathédrale et attribue une rente sur la gabelle  pour accélérer le chantier de l'édifice.
1604 et 1605 : les façades latérales et leur portail, de l'église Notre-Dame sont terminées, après un ralentissement du chantier dû aux troubles de la Ligue
1638 : Achèvement de la façade principale (ouest) et de ses trois portails - fin des chantiers de construction de l'église Notre-Dame.
1664 : installation de la compagnie des Indes.
1650 : Mazarin fait emprisonner les princes frondeurs Longueville, Conti et Condé dans la forteresse du Havre.
25 juillet 1694, la ville subit un bombardement par la marine anglaise : 300 maisons sont détruites.

### XVIIIesiècle

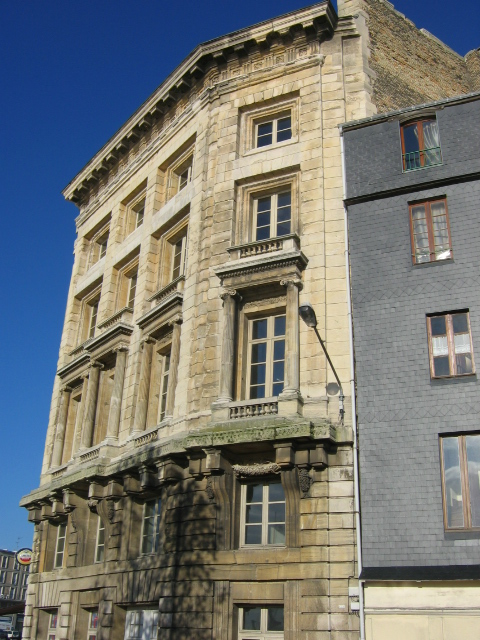
Maison de l'Armateur, XVIIIe siècle

1749 : Madame de Pompadour veut voir la mer : Louis XV choisit Le Havre pour exaucer son désir.
4 juillet 1759, le port et la ville sont à nouveau bombardés par la flotte britannique. 93 maisons sont à nouveau détruites.
1779 : le marquis de Lafayette quitte la France par Le Havre pour s’engager auprès des insurgés Américains dans la guerre d'indépendance.
1784 : première ligne régulière Le Havre-New York.
été 1785, Benjamin Franklin fait escale au Havre.
Entre 1785 et 1789 est construit le théâtre des Barres.
1786 : Après le terrible incendie des 4 et 5 janvier, visite de Louis XVI en juin : le roi approuve le projet d’extension de la ville : c’est Lamandé qui se charge de l'agrandir. Il prévoit 76 hectares utiles et une place Louis XIV aménagée à la gloire du roi.
1789 : Le Havre compte 20 000 habitants. (Ingouville inclut, sachant que le bourg représente environ une population de 5 000 habitants)

## Révolution et Empire (1789-1815)
20 novembre 1793 (29 brumaire An II), Le Hâvre de Grâce prend le nom du Hâvre de Marat puis rapidement celui de Hâvre-Marat.
13 janvier 1795 (23 nivôse An III), Le Hâvre-Marat devient Le Hâvre.
1796 : la cathédrale Notre-Dame est rendue au culte catholique après avoir servi le culte de la Raison.
1802 : chambre de commerce indépendante de celle de Rouen.
1809 : retenue de Floride.

## XIXesiècle

### Restauration (1815-1830)
1816 : chantier naval Augustin Normand.
1817 : visite du duc d'Angoulême au Havre.
1817-1823 : construction du théâtre, incendié en 1843 puis reconstruit
1820 : inauguration du Bassin du commerce.
1822 : caisse d'épargne.
1824 : des plaques commencent à être posées pour les noms de rue et les numéros d'immeubles.
1829-1843 : travaux d'agrandissement du bassin Vauban

### Monarchie de Juillet (1830-1848)
1831 : Alexis de Tocqueville et Gustave de Beaumont s'embarquaient pour l'Amérique pour y étudier le Système Pénitentiaire américain.
1832 : épidémie de choléra (200 morts)
1833 : Frédéric Sauvage met au point les premières hélices à bateaux au Havre.
1833 : création de la société d'études diverses.
1836 : la place Louis XVI (actuelle place Gambetta) est éclairée au gaz
1837 : salle de bal ; banque du Havre.
1840 : les restes de Napoléon Ier passent par Le Havre et remontent ensuite la Seine jusqu'à Paris.
1841 : l'église Saint-François est dotée d'un portail néoclassique et d'un clocher
1841 : fondation de la société des Amis des Arts.
1842 : construction du Napoléon, bateau à hélices
1843 : construction d'une poste
1844 : un service municipal d'enlèvement des ordures est créé.
1844 : premier dock flottant.
1844-1855 : aménagement du bassin de Leurre.
1845 : achèvement du bassin de Floride ; construction d'une chambre de commerce
1845-1847 : trois nouvelles portes sont percées dans les remparts, pour faciliter la circulation.
1845-1855 : bassin de l'Eure
1846 : la population havraise est estimée à 31 000 habitants.

### Deuxième République et Second Empire (1848-1870)
1848 : le train de Paris arrive au Havre. Le chemin de fer permet de désenclaver Le Havre.
1849 : épidémie de choléra (600 morts)
Milieu du XIXe siècle : construction des docks Vauban
1849 : Louis-Napoléon Bonaparte visite Le Havre
1852 : destruction des remparts. La ville s'agrandit.
1853 - 1854 : épidémie de choléra (300 morts)
1855 : les frères Péreire créent la Compagnie générale maritime (CGM).
1855-1859 : construction de l'hôtel de ville en style Renaissance. Détruit en 1944.
1859 : Magasins généraux.
1864 : la CGM (ou Compagnie générale transatlantique) crée la ligne Le Havre-New York.
1864 : Crédit havrais.
1865 : exposition maritime internationale.
1868 : exposition maritime internationale

### Débuts de la Troisième République (1870-1900)
Guerre franco-prussienne : Le Havre résiste et n'est pas envahi.
1871 : fondation de l'école de commerce
1872 : construction des chantiers de Graville
1875 : fondation de l'école municipale de musique
1876 : construction du palais de justice, en style pseudo-grec ; toujours debout.
1878 : construction de la sous-préfecture, en style Louis XIII ; existe toujours.
1878-1880 : construction de la nouvelle Bourse ; détruite en 1944.
1881 : Le Havre passe le cap des 100 000 habitants.
1884 : achèvement des Halles Centrales.
1885 : Lycée de filles, l'un des premiers en France.
1886 : Agrandissement du Havre un nouveau quartier voit le jour Sainte Anne avec l'église l'une des premières en ciment.
1887 : Première projection de cinéma au Havre.
1887 : exposition maritime internationale.
1887 : inauguration du Canal de Tancarville.
1888 : boulevard maritime.
1890 : le funiculaire relie la ville haute à la ville basse.
1894 : la ville se dote d'un des premiers tramways électriques.
1894 : fondation du journal socialiste havrais Le Progrès socialiste.
1895 : inauguration de la première usine des Tréfileries et laminoirs du Havre.
1899 : suppression de l'octroi

## XXesiècle

### Belle Époque

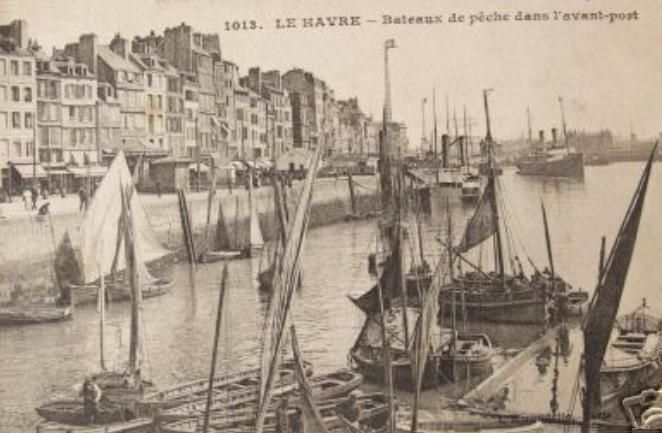
Bateaux de pêche dans le port du Havre, 1910

1906 : ouverture du Palais des Régates.
1910 : Affaire Durand.
1912 : Le France, construit à Saint-Nazaire, effectue son voyage inaugural au départ du Havre.
1912 et 1913 : manifestations contre l'inflation.

### L'entre-deux-guerres
1919 et 1920 : grève et agitation sociale à cause de l'inflation.
1922 : grande grève : le port est paralysé, la ville est en état de siège.
1921 : fondation du Parti Communiste havrais.
1924 : port autonome.
1928 : escalier roulant de Graville, le plus grand d'Europe.
1936, l'usine Breguet du Havre est occupée par les grévistes : c'est la première grève du mouvement ouvrier sous le Front populaire.
1938 : Le Havre, premier port pétrolier de France.

### LaSeconde Guerre mondiale

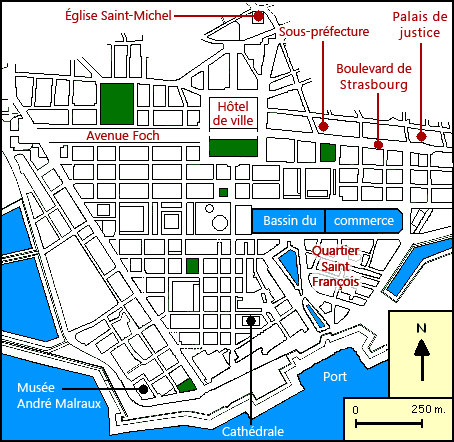
Plan du Havre, centre-ville reconstruit après la Seconde Guerre mondiale

19 mai 1940 : premiers bombardements allemands.
13 juin 1940 : le drapeau nazi flotte sur l'hôtel de ville.
1er juillet 1940 : le maire Léon Meyer doit abandonner son poste à cause de ses origines juives.
14 juin 1944 : bombardement allié : 200 bombes.
5 et 6 septembre 1944 : bombardements britanniques sur la ville et le port. Le centre est complètement détruit (à part l'église Notre-Dame, le muséum, l'église Saint-François et quelques immeubles dans le quartier Perrey qui subsistent, tout est détruit) et le bilan fait état de 5000 morts.

### Depuis 1945
Reconstruction des premiers immeubles du centre-ville.
- 1957 Achèvement de l'hôtel de ville.
- 1960 Fin des travaux de reconstruction.
- 1999 Inauguration de l'Espace Coty.
- 2005 Le Havre est inscrit au patrimoine de l'UNESCO.
- 2006 Inauguration du Casino dans l'ancienne bourse.
- 2012 Inauguration du nouveau Tramway le 12/12/2012 à 12h11.
- 2017 La ville du Havre fête ses 500 ans c'est l'occasion pour la ville de mettre en valeur son patrimoine culturel et artistique. Plusieurs manifestations se sont déroulées comme le Royal de luxe et ses géants